# Skerpikjøt

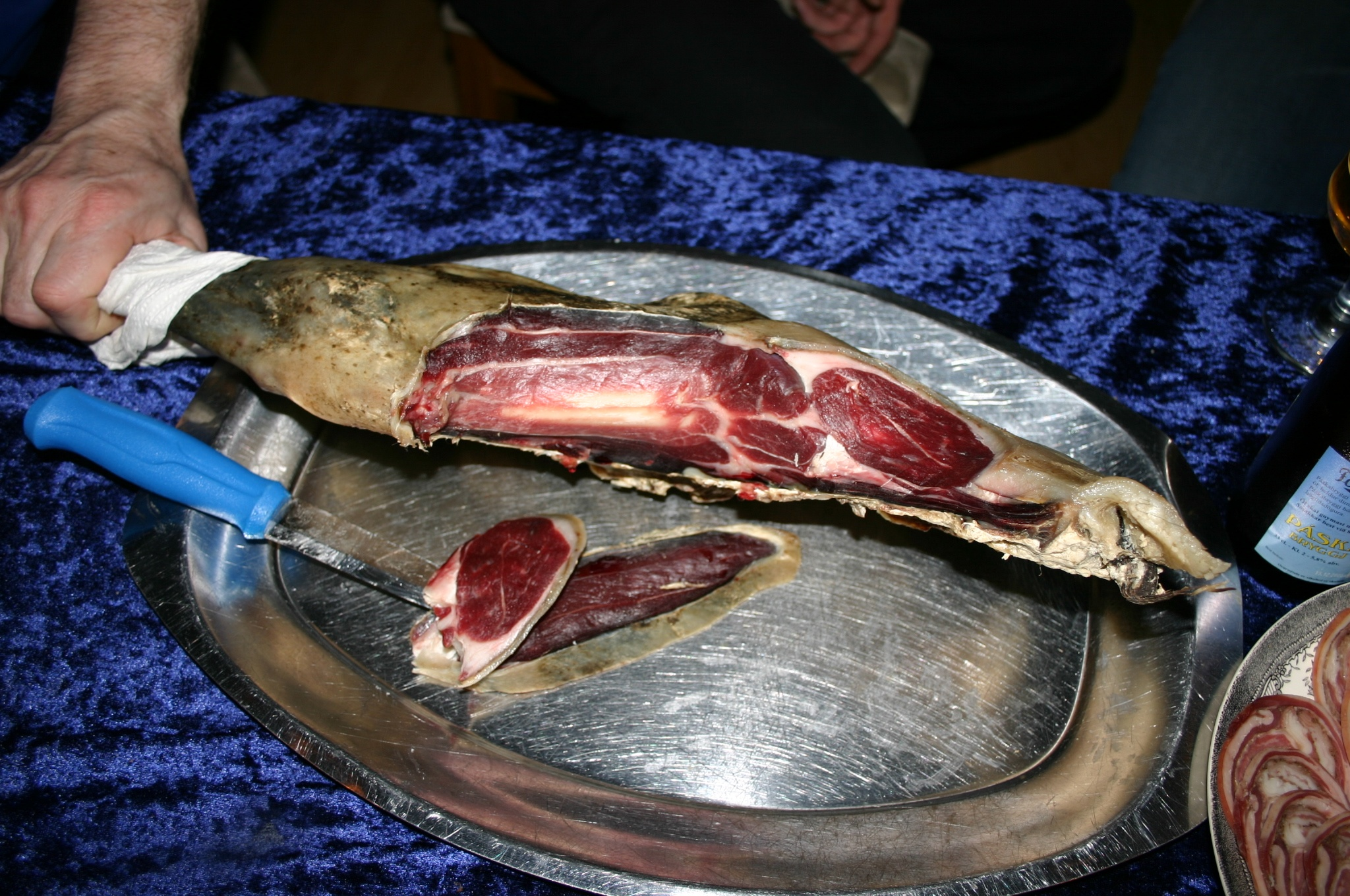
Pata de cordero Skerpikjøt.

El Skerpikjøt es un plato típico de las Islas Feroe. Es una especie de cordero  secado al viento. Su nombre significa literalmente "carne de cinturón".
El proceso de secado dura más de un año, y el producto final se consume crudo.